# Wierzbnik (województwo pomorskie)
Wierzbnik – kolonia w Polsce położona w województwie pomorskim, w powiecie człuchowskim, w gminie Czarne.
W latach 1975–1998 miejscowość administracyjnie należała do województwa słupskiego.
Kolonia wchodzi w skład sołectwa „Nadziejowo”, w którego skład wchodzą: Nadziejewo, Grabowiec, Wierzbnik, Wronkowo, Janowiec.